# Новошаткинский сельсовет
Новошаткинский сельсовет — сельское поселение в Камешкирском районе Пензенской области Российской Федерации.
Административный центр — село Новое Шаткино.

## История
Новошаткинский сельсовет образован в 1929 году.
Статус и границы сельского поселения установлены Законом Пензенской области от 2 ноября 2004 года № 690-ЗПО «О границах муниципальных образований Пензенской области».

## Население
| 2002  | 2010  | 2012  | 2013  | 2014  | 2015  | 2016  |
| ----- | ----- | ----- | ----- | ----- | ----- | ----- |
| 1101  | ↘897  | ↗1803 | ↘1766 | ↘1726 | ↘1699 | ↘1651 |
| 2017  | 2018  | 2021  |       |       |       |       |
| ↘1614 | ↘1582 | ↘1400 |       |       |       |       |

## Состав сельского поселения
| № | Населённый пункт | Тип населённого пункта       | Население |
| - | ---------------- | ---------------------------- | --------- |
| 1 | Камышенка        | село                         | ↘130      |
| 2 | Красное Поле     | село                         | ↘49       |
| 3 | Новое Шаткино    | село, административный центр | ↘647      |
| 4 | Новый Чирчим     | село                         | ↘67       |
| 5 | Старое Шаткино   | село                         | ↘201      |
| 6 | Старый Чирчим    | село                         | ↘789      |

## Известные уроженцы
- Благославов, Борис Васильевич (1901—1979) — советский военный инженер и военачальник, генерал-лейтенант инженерных войск (1945). Родился в селе Камышинка.